# بنجامين غريفين
بنجامين غريفين (بالإنجليزية: Benjamin Griffin)‏ هو متزحلق جبال الألب نيوزيلندي، ولد في 22 سبتمبر 1986 في ويلينغتون في نيوزيلندا.

## وصلات خارجية
- بنجامين غريفين على موقع الاتحاد الدولي للتزلج (التزلج على المنحدرات الثلجية) (الإنجليزية)
- بنجامين غريفين على موقع اللجنة الأولمبية الدولية (الإنجليزية)
- بنجامين غريفين على موقع أوليمبيديا (الإنجليزية)
- بنجامين غريفين على موقع اللجنة الأولمبية النيوزيلندية (الإنجليزية)